# 同盟條約 (1778年)
《同盟條約》（英語：Treaty of Alliance）又被稱為《法美條約》，是法蘭西王國和美國在1778年締結的防禦性聯盟。在美國獨立戰爭期間，美國與大不列顛王國交戰。1778年2月6日，法國國王路易十六的使者團（由代表法國國王簽署的外交官康拉德·亞歷山大·熱拉爾·德·賴納瓦爾領導）和當時代表美國政府的第二次大陸會議代表，在巴黎夸蘭府簽署《同盟條約》，正式建立法美同盟。
《同盟條約》規定美國和法國需在對方爆發戰爭時，相互提供軍事支持，這包括英國軍隊的襲擊行動。同時《同盟條約》還規定兩國聯盟將在未來持續有效，以實現永久和平。在簽署《同盟條約》後，英國向法國宣戰。在同時間還簽署《友好貿易條約》，及允許其他歐洲盟友加入該條約的秘密條款。《同盟條約》等協議標誌著法國正式承認和支持美國獨立，並對美國在獨立戰爭勝利帶來決定性作用。同時該協議也代表美國正式進入世界舞台。
不過在1793年，喬治·華盛頓發表中立聲明演講，表示美國在法國大革命相關問題上保持中立，而法國國王路易十六亦遭到處決。1798年9月4日，美國國會決議廢除《同盟條約》。不過雙方同盟仍持續至1800年簽署《1800年公約》為止。